# Luke Winters
Pour les articles homonymes, voir Winters.
 Luke Winters, né le 2 avril 1997 à Gresham (Oregon), est un  skieur alpin américain.

## Biographie
En 2018 à Davos il prend la 3e place des championnats du monde juniors de super G. Cette année-là, il termine aussi à la 3e place de la Coupe nord-américaine de slalom.
En 2019, avec  il prend la 2e place de la Coupe nord-américaine de slalom. Fin mars il devient Champion des États-Unis de slalom à Waterville Valley.
En 2020 il marque ses premiers points de Coupe du monde dès sa première participation, en prenant la 19e place du slalom de Val d'Isère après avoir pris la 2de place de la première manche derrière Alexis Pinturault (avec le dossard 40). En novembre, il est à nouveau Champion des États-Unis de slalom, à Copper Mountain.
En février 2021 à Cortina d'Ampezzo, il prend la 6e place des championnats du monde par équipe avec les États-Unis. En avril il devient il devient Champion des États-Unis de super G à Aspen.
Début janvier 2022 il obtient son premier top-10 en Coupe du monde, en prenant la 10e place du slalom d'Adelboden. En février il est sélectionné pour disputer ses premiers jeux olympiques, à Pékin (abandon en slalom et géant). Il réalise 2 nouveaux tops-10 en slalom de Coupe du monde à Flachau (7e) et à Méribel (8e). A la fin de la saison, il pointe à la 23e place du classement général de la discipline.
En février 2023, il est sacré champion du monde avec les États-Unis dans l'épreuve par équipes à Méribel.
Fin mars 2024, il est champion des États-Unis de slalom à Sun Valley.
En mars 2025, il est sacré champion des États-Unis de super G à Vail.

## Palmarès

### Jeux olympiques
| Épreuve / Édition | Slalom géant | Slalom  |
| JO 2022 Pékin     | Abandon      | Abandon |

### Championnats du monde
| Édition / Epreuve               | Descente | Super G | Slalom géant | Slalom  | Combiné | Parallèle                  | Team event |
| Mondiaux 2021 Cortina d'Ampezzo | -        | -       | -            | Abandon | -       | Non qualifié pour les 1/8e | 6e         |
| Mondiaux 2023 Courchevel        | -        | -       | -            | 30e     | Abandon | -                          | Or         |
| Mondiaux 2025 Saalbach          | -        | -       | -            | Abandon | -       | -                          | -          |

### Coupe du monde
- Meilleur classement général : 63e en 2021-2022 avec 129 points
- Meilleur classement de slalom : 23e en 2021-2022 avec 129 points

- Meilleur résultat sur une épreuve de Coupe du monde de slalom  : 7e à Flachau le 9 mars 2022

#### Classements
| Saison / Épreuve | Saison / Épreuve | Général | Général | Descente | Descente | Super G | Super G | Slalom géant | Slalom géant | Slalom | Slalom | Combiné | Combiné | Parallèle | Parallèle |
| ---------------- | ---------------- | ------- | ------- | -------- | -------- | ------- | ------- | ------------ | ------------ | ------ | ------ | ------- | ------- | --------- | --------- |
| Saison / Épreuve | Saison / Épreuve | Class.  | Points  | Class.   | Points   | Class.  | Points  | Class.       | Points       | Class. | Points | Class.  | Points  | Class.    | Points    |
| 2020             | 2020             | 127e    | 20      | -        | -        | -       | -       | -            | -            | 49e    | 20     | -       | -       | -         | -         |
| 2021             | 2021             | 116e    | 20      | -        | -        | -       | -       | -            | -            | 39e    | 20     | -       | -       | -         | -         |
| 2022             | 2022             | 62e     | 129     | -        | -        | -       | -       | -            | -            | 23e    | 129    | -       | -       | -         | -         |
| 2023             | 2023             | 93e     | 53      | -        | -        | -       | -       | -            | -            | 31e    | 53     | -       | -       | -         | -         |

### Championnats du monde juniors
| Épreuve / Édition   | Descente | Super G | Slalom géant | Slalom  | Combiné | Team event |
| Mondiaux 2018 Davos | 9e       | Bronze  | Abandon      | Abandon | 22e     | -          |

### Coupe nord-américaine
7 podiums dont 3 victoires

#### Classements
| Saison / Épreuve | Saison / Épreuve | Général | Général | Descente | Descente | Super G | Super G | Slalom géant | Slalom géant | Slalom | Slalom | Combiné | Combiné |
| ---------------- | ---------------- | ------- | ------- | -------- | -------- | ------- | ------- | ------------ | ------------ | ------ | ------ | ------- | ------- |
| Saison / Épreuve | Saison / Épreuve | Class.  | Points  | Class.   | Points   | Class.  | Points  | Class.       | Points       | Class. | Points | Class.  | Points  |
| 2018             | 2018             | 12e     | 516     | 19e      | 35       | 35e     | 31      | 20e          | 101          | 3e     | 254    | 7e      | 95      |
| 2019             | 2019             | 5e      | 647     | -        | -        | 40e     | 24      | 12e          | 176          | 2e     | 347    | 4e      | 100     |